# Andemor

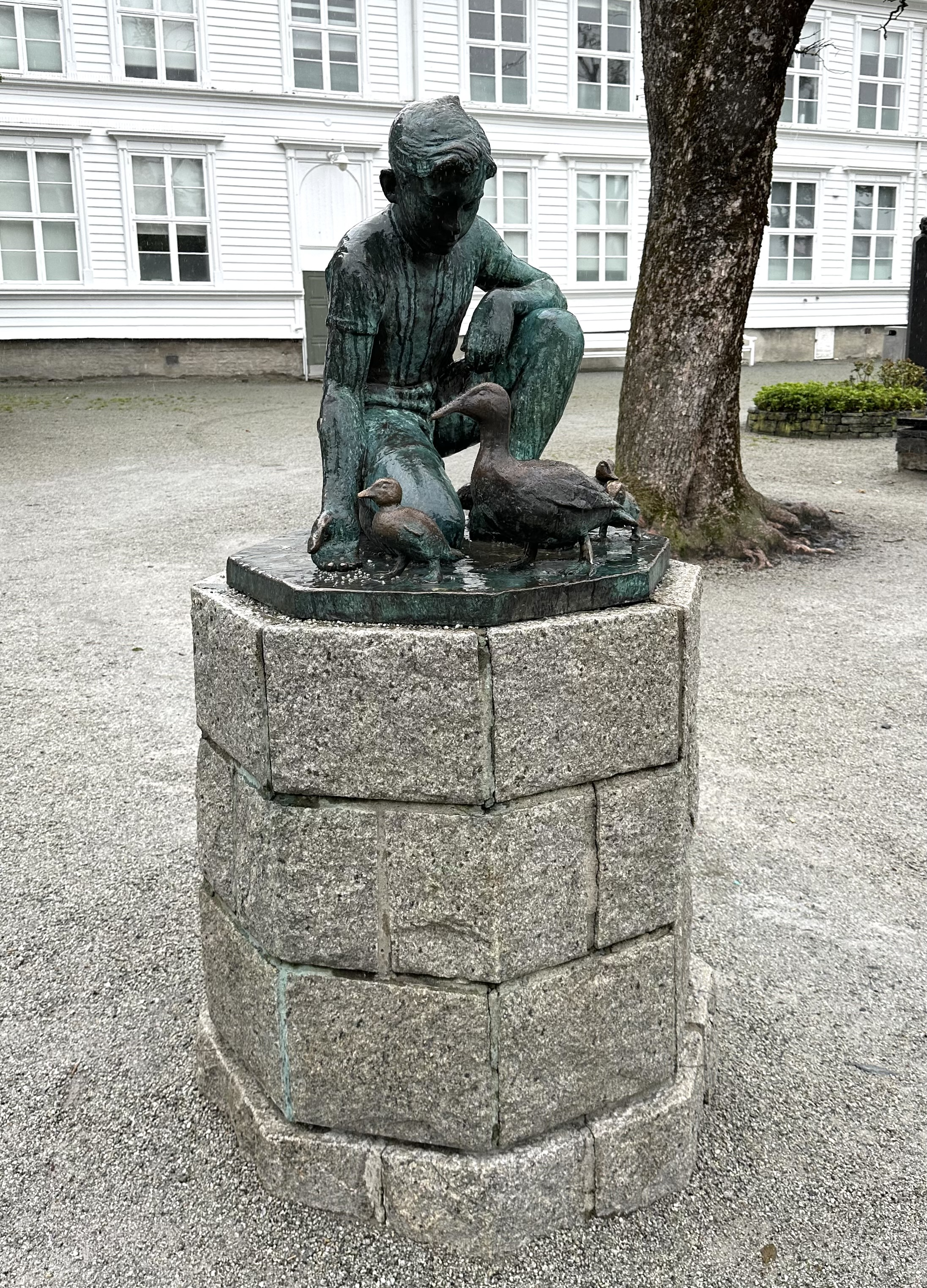
Andemor, 2023

Andemor (deutsch Entenmutter) ist eine Skulptur in der norwegischen Stadt Stavanger.

## Standort
Die Skulptur befindet sich in der Innenstadt im Stadtpark Stavangers am Nordufer des Sees Breiavatnet, etwas südwestlich des Gebäudekomplexes Kongsgård.

## Gestaltung und Geschichte
Die Bronzeskulptur wurde 1953 von Erik Haugland geschaffen. Sie stellt einen knienden Knaben dar, der sich einer Entenmutter mit ihren Küken zuwendet. Die Skulptur steht dabei auf einem Sockel aus gemauertem Granit. Insgesamt hat die Skulptur eine Höhe von 1,40 Metern, bei einer Breite und Tiefe von jeweils 0,86 Metern. 
Die Skulptur gilt als ein Wahrzeichen Stavangers.